# Nabil Madi
Nabil Madi (arabisch نبيل مادي, DMG Nabīl Mādī; * 9. Juni 1981) ist ein ehemaliger algerischer Mittelstreckenläufer, der sich auf den 800-Meter-Lauf spezialisiert hat.

## Sportliche Laufbahn
Erste Erfahrungen bei internationalen Meisterschaften sammelte Nabil Madi vermutlich im Jahr 2002, als er bei den Afrikameisterschaften in Radès mit 1:48,87 min in der Vorrunde über 800 Meter ausschied. 2004 nahm er an den Olympischen Sommerspielen in Athen teil und schied dort mit 147,52 min in der ersten Runde aus, ehe er bei den Panarabischen Spielen in Algier im Finale nicht ins Ziel kam. Im Jahr darauf kam er bei den erstmals ausgetragenen Islamic Solidarity Games in Mekka ebenfalls nicht ins Ziel und belegte dann im Juli in 1:48,14 min den fünften Platz bei den Mittelmeerspielen in Almería. Daraufhin gelangte er bei den Arabischen Meisterschaften in Radès mit 1:49,08 min auf Rang vier. 2006 belegte er bei den Afrikameisterschaften in Bambous in 1:47,18 min den vierten Platz und im Jahr darauf wurde er bei den Afrikaspielen in Algier in 1:48,12 min Sechster. Anschließend belegte er bei der Sommer-Universiade in Bangkok in 1:46,26 min den vierten Platz und schied bei den Weltmeisterschaften in Osaka mit 1:45,59 min im Halbfinale aus. 2008 erreichte er bei den Olympischen Sommerspielen in Peking das Finale und klassierte sich dort mit 1:45,96 min auf dem siebten Platz. Daraufhin trat er nicht mehr international in Erscheinung, ehe er seine aktive Karriere 2013 im Alter von 32 Jahren beendete. Seitdem ist er als Trainer und anderem für Slimane Moula aktiv.
In den Jahren 2006 und 2007 wurde Madi algerischer Meister im 800-Meter-Lauf.

## Persönliche Bestzeiten
- 800 Meter: 1:44,54 min, 28. Juli 2007 in Heusden-Zolder
- 1000 Meter: 2:16,96 min, 9. Juni 2006 in Villeneuve-d’Ascq
- 1500 Meter: 3:34,47 min, 29. Juli 2008 in Monaco